# HaAguda leMa’an haJeled haNizkak beJisra’el
HaAguda leMaʿan haJeled haNizkak beJisraʾel (hebräisch הָאֲגֻדָּה לְמַעַן הַיֶּלֶד הַנִּזְקָק בְּיִשְׂרָאֵל HaʾAguddah ləMaʿan haJeled haNisqaq bəJisraʾel, deutsch ‚Die Vereinigung für das bedürftige Kind in Israel‘; Plene: האגודה …) ist eine deutsch-israelische Wohlfahrtsorganisation mit Sitz in Migdal / Tiberias in Israel. 
Das Ziel der selbstständigen Körperschaft des öffentlichen Rechts ist die Unterstützung des Staates Israel im Aufbau sozialer Projekte. 

Aktuelles Logo der Vereinigung auf

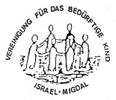
Aktuelles deutsches Logo der Vereinigung

## Projekte
Unterhalten werden eine Betonwerkstatt und eine Schreinerei, in denen Behinderte des Migdaler Behindertenheimes Nofim einen Arbeitsplatz finden, was in Israel nicht alltäglich ist. Die von den Betreuten hergestellten Produkte (z. B. Parkbänke) sieht man in vielen israelischen Parks, sie werden häufig vom Jüdischen Nationalfonds (KKL) finanziert.
In Zukunft soll auch ein Altenheim betrieben werden. Zu den abgeschlossenen Bauprojekten zählen unter anderem eine Sporthalle und Gruppenwohnungen außerhalb des Heimgeländes für Behinderte.
Für Migdaler Kinder ist ein Fahrdienst zur Schule und in den Kindergarten entstanden und es besteht ein Pflegedienst für ältere Menschen.

## Organisation
Die Vereinigung wurde von mehreren deutschstämmigen Familien in Kooperation mit dem israelischen Sozialministerium und dem Migdaler Heim „Nofim“ 1972 gegründet. Der Vorstand der Organisation besteht heute aus je einem Vertreter der vier deutschen Familien und dem Leiter des Heims „Nofim“. Hauptinitiator der Gründung und langjähriger Leiter ist Günter Gottschalk, der sich Jesus und das religiös-jüdische Leben zum Vorbild genommen hat. Er hat seinen persönlichen Besitz der Vereinigung übereignet, wodurch zum Beispiel die Werkstätten geschaffen wurden.

## Heim Nofim
Das staatliche Heim „Maʿon Nofim“ (hebräisch מָעוֹן נוֹפִים בְּמִגְדָּל Maʿōn Nōfīm bəMigdal; ⊙) entstand im Jahr 1969 in Migdal. In dem 82 Jahre alten Heimgebäude leben etwa 180 Betreute mit mittelmäßiger bis schwerer geistiger Behinderung. 70 % von ihnen sind Juden, die restlichen 30 % sind Christen, Muslime und Drusen.

## Kurzfristige Freiwilligendienste / Volontariat
Es stehen jährlich mehrere Stellen für Volontariate im Zeitraum von einigen Wochen bis zu einem Jahr bereit. Das Volontariat wird in der Regel im Behindertenheim „Nofim“ abgehalten. Die Arbeitswoche geht von Sonntag bis Donnerstag.

## Bildungsarbeit
Mit ihrem Informationscenter soll über Veranstaltungen, Workshops und Seminare ein Zugang zum jüdischen Wissen der Tora auch für deutschsprachige Menschen ohne Englisch- oder Hebräischkenntnisse geschaffen werden, da es in Deutschland nur wenige Informationen zu den Noachidischen Gesetzen und ihren Anhängern, den „Söhnen Noahs“ (hebräisch Bnai Noach) gibt.

## Film
Der Film Migdal – ein Ort der Sühne ist eine belgische Dokumentation von Miel Van Hoogenbempt. Er beschreibt die Arbeit der deutschstämmigen Familien der Vereinigung, welche in Migdal eine Art Bethel aufgebaut haben. Ausgestrahlt wurde der Film in der WDR-Sendung „Fenster zur Welt“ am 11. November 1998. Die deutsche Bearbeitung stammt von Dierk L. Schaaf.
ARTE sendete den französischen Originaltitel: Les gens de migdal mit deutschen Untertiteln.

## Unterstützer
- Denkendorfer Kreis (Esslingen)